# Minor League Baseball
Minor League Baseball (MiLB) är en organisation som styr det omfattande system av professionella farmarligor i baseboll vilka lyder under Major League Baseball (MLB).
Organisationen grundades 1901 och består numera av 14 ligor på fem olika nivåer vilka totalt har cirka 200 klubbar, främst i USA men även i Kanada och Dominikanska republiken. Det är här spelare placeras av klubbarna i MLB för att utvecklas och bli redo för spel i MLB. Nästan alla som spelat i MLB började sin karriär här. Även etablerade MLB-spelare skickas hit för att komma igång igen när de varit skadade.

## Historia
Redan i slutet av 1800-talet fanns det basebolligor som i dag betraktas som minor leagues i USA. Ett avtal mellan de högsta ligorna (major leagues) och en minor league slöts redan 1883.
Organisationen som i dag heter Minor League Baseball grundades i Chicago den 5 september 1901 under namnet National Association of Professional Baseball Leagues (NAPBL) och omfattade under den första säsongen 1902 14 ligor med sammanlagt 96 klubbar. Till 1909 hade detta svällt till 35 ligor med 246 klubbar. 1914–1915 var det många av de bästa spelarna som värvades av klubbar i den nystartade Federal League, som försökte etablera sig som en ny major league. Under det första världskrigets sista år 1918 fanns det bara nio ligor.
Från början var de olika ligorna i MiLB oberoende från MLB, och det var först på 1930-talet som de blev farmarligor i en mer modern betydelse. I den stora depressionens USA hade många småklubbar nämligen inte råd att fortsätta utan stöd av en moderklubb, som de fick acceptera att underordnas organisatoriskt. Det nya påfundet att spela matcher på kvällstid i belysning drog publik och räddade många klubbar under denna svåra tid.

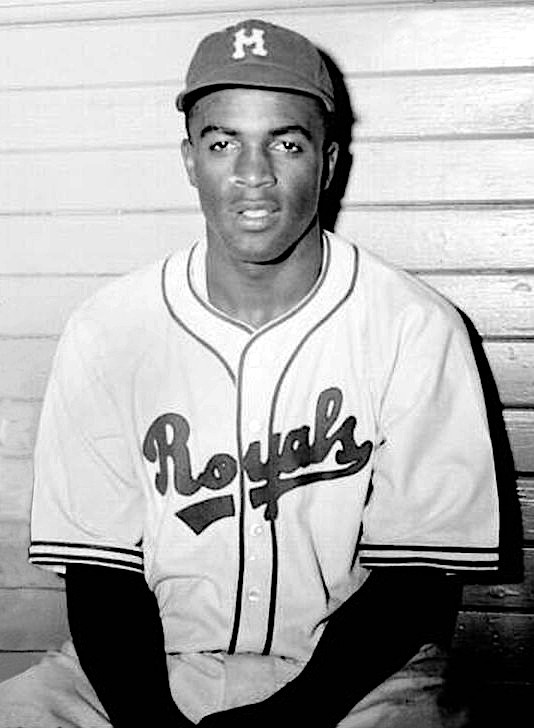
Jackie Robinson i Montreal Royals dräkt 1946, där han blev den första afroamerikanen i MiLB.

1932 hade antalet ligor sjunkit till 14 och antalet klubbar till 102, och under andra världskriget 1943 nåddes en bottennivå med bara 66 klubbar som sammanlagt lockade färre än sex miljoner åskådare. Efter kriget ökade intresset igen och 1947 hade antalet ligor växt till 52 och antalet klubbar till 388. Under samma tid släpptes afroamerikanska spelare in i MiLB, anförda av Jackie Robinson. 1949 uppnådde MiLB sin största omfattning: 59 ligor med 448 klubbar. Det sammanlagda åskådarantalet det året var över 39 miljoner, ett rekord som skulle stå sig i 54 år.
TV:ns intåg i USA och utökningen av antalet klubbar i MLB gjorde dock att åskådarantalet sjönk. 1964 fanns det 20 ligor med 132 klubbar; åskådarantalet var bara tio miljoner. 1971 fanns det 155 klubbar och 1978 fanns det 158.
På 1980-talet började publiken hitta tillbaka och alla tiders publikrekord slogs den 4 juli 1982 då hela 65 666 åskådare såg en match i Mile High Stadium i Denver. 1987 sågs matcherna av över 20 miljoner åskådare sammanlagt, den högsta siffran sedan 1953. 1988 fanns det 188 klubbar. Med början 1991 inleddes en byggboom med nya arenor eller omfattande renoveringar av existerande arenor. Samma år drog Buffalo Bisons 1 240 951 åskådare under säsongen, mer än någon klubb i MiLB:s historia.
1998 skedde en del stora förändringar. Ligorna på den högsta nivån (Triple-A) minskades från tre till två och man skapade ett nationellt mästerskap för den nivån, "Triple-A World Series", som spelades i Las Vegas under säsongerna 1998–2000. 1999 bytte organisationen officiellt namn till Minor League Baseball, ett namn som hade använts av många sedan länge. Det dröjde till 2006 innan man återupptog traditionen att mästarna i ligorna på Triple-A-nivån skulle mötas för att kora en Triple-A-mästare. Med början 2006 skedde det dock i en enda avgörande match.
MiLB spelade sin 100:e säsong 2001 och drog då över 38 miljoner åskådare, den tredje högsta siffran dittills. 2004 slogs publikrekordet från 1949 och antalet åskådare steg ytterligare fem år i rad till rekordnivån drygt 43 miljoner 2008. 2017 fanns det 15 ligor med 176 klubbar som tog inträde.
Hela 2020 års säsong fick ställas in på grund av covid-19-pandemin. Det var första gången som en säsong ställts in i MiLB:s historia. Året efter genomförde MLB en stor omorganisation av MiLB:s ligastruktur, där man gjorde om och bytte namn på alla ligor, utom den i Dominikanska republiken, och även minskade antalet klubbar som ingick i systemet. När planerna på omorganisationen blev kända 2019 möttes de av protester, bland annat från medlemmar av USA:s kongress och från MiLB självt, något som fick MLB att hota med att inte längre ha ett samarbete med MiLB över huvud taget. Till 2022 års säsong återfick ligorna sina gamla namn igen efter det att MLB förvärvat rättigheterna till de gamla liganamnen.

## Nivåer och ligor
Sedan 2021 har alla klubbar i MLB en farmarklubb vardera på de fyra högsta nivåerna i MiLB (numera kallade Triple-A, Double-A, High-A och Single-A), vilket totalt blir 120 klubbar. Dessutom har de upp till fyra farmarklubbar på den lägsta nivån (Rookie).
Avtalen mellan farmarklubbarna och MLB löper sedan 2021 på tio år, medan de dessförinnan oftast löpte på två eller fyra år. Vid ingången av 2021 års säsong fanns det två klubbar som haft samma moderklubb varje säsong sedan 1967 – Reading Fightin Phils (Philadelphia Phillies) och Lakeland Flying Tigers (Detroit Tigers).

### Triple-A
På nivån Triple-A (även skrivet AAA) finns det två ligor, International League och Pacific Coast League, med totalt 30 klubbar. Före omorganisationen 2021 fanns det även en tredje liga på denna nivå, Liga Mexicana de Béisbol. Klubbarna i Liga Mexicana de Béisbol var dock inte knutna till någon viss MLB-klubb.
Klubbarna på Triple-A-nivån är oftast placerade i storstäder som saknar en MLB-klubb, till exempel Buffalo, Indianapolis och Las Vegas.
Spelarna är oftast sådana som är på gränsen till att platsa i moderklubbarna och som man vill ge matchträning för att snabbt kunna kallas upp vid till exempel en skada på en annan spelare. Triple-A är också en bra nivå att i början på en säsong placera en lovande ung spelare som man tror ska vara redo för moderklubben senare på säsongen. MLB-spelare som varit skadade kan också få göra några matcher på Triple-A-nivån för att komma igång innan de släpps tillbaka in i moderklubben. I september varje år utökas det antal spelare som moderklubben får ha i spelartruppen, och det är oftast från Triple-A-klubben som de nya spelarna hämtas.

### Double-A
På nivån Double-A (AA) finns det tre ligor, Eastern League, Southern League och Texas League, med totalt 30 klubbar.
På Double-A-nivån spelar många lovande unga spelare som är på väg uppåt i systemet. De får här bra träning mot varandra i stället för att spela mot äldre spelare på Triple-A-nivån som kanske har stagnerat i sin utveckling. Det händer inte alltför sällan att spelare kallas upp till moderklubben direkt från Double-A-nivån utan att ha spelat på Triple-A-nivån.

### High-A
På nivån High-A (A+) finns det tre ligor, South Atlantic League, Midwest League och Northwest League, med totalt 30 klubbar. Före omorganisationen 2021 var dessa ligor på lägre nivåer.
Här återfinns spelare som flyttats upp från de lägre nivåerna, men en del spelare som draftats tidigt, särskilt de som gått på college, går in här direkt.

### Single-A
På nivån Single-A (A) finns det tre ligor, Carolina League, Florida State League och California League, med totalt 30 klubbar. Före omorganisationen 2021 var dessa ligor en nivå högre upp.
Många av spelarna på den här nivån har flyttats upp från Rookie-nivån, men en del tidiga draftval får börja här direkt. För många spelare är det första gången som de spelar matcher varje dag under en längre period.
Det fanns också före 2021 en nivå som kallades Short-Season A där det fanns två ligor, varav en flyttades upp till High-A och den andra (New York-Penn League) lades ned. Som framgår av namnet spelade dessa ligor en kortare säsong än de högre ligorna.

### Rookie
På nivån Rookie finns det tre ligor, Florida Complex League, Arizona Complex League och Dominican Summer League, med totalt cirka 80 klubbar. Före omorganisationen 2021 fanns det ytterligare två ligor på denna nivå, Appalachian League och Pioneer League, men de gjordes om till en amatörliga för collegespelare respektive en proffsliga som står utanför MiLB (en så kallad independent league).
Ligorna på Rookie-nivån spelar en förkortad säsong och är avsedda för nydraftade spelare som inte anses mogna för spel högre upp i systemet. Vissa behöver bara några veckor på sig för att visa att de är redo att flyttas upp, medan andra blir kvar längre. De båda USA-baserade ligorna spelar sina matcher på de anläggningar där MLB-klubbarna har sin försäsongsträning (spring training) och matcherna spelas i princip utan publik. I Dominican Summer League återfinns unga spelare från främst Dominikanska republiken som får börja där innan de kan ta steget över till att spela i USA.